# Leif Bergdahl
Leif Arne Ludvig Bergdahl, född 2 oktober 1941 i Korpilombolo församling i Norrbottens län, är en svensk läkare och före detta politiker (nydemokrat). Han har en bakgrund i Sveriges socialdemokratiska ungdomsförbund (SSU) i Haparanda och dessutom Centrumdemokraterna.
Han bor i Täby sedan 1976 och är sedan 1965 gift med tandläkaren Gunhild Maria Bergdahl (född Söderberg).

## Medicinsk karriär
Leif Bergdahl påbörjade sin allmänkirurgiska utbildning vid Umeå universitet 1968 och sin hjärtkirurgiska utbildning i Zürich 1973 under Åke Senning. Bergdahl blev medicine doktor vid Umeå universitet 1973 på en avhandling om bisköldkörtelproblem vid sjukdomar i njurarna, och blev 1980 docent i thoraxkirurgi vid Karolinska Institutet. Bergdahl arbetade från 1974 under Viking-Olov Björk på Karolinska sjukhuset. Han blev Fullbrightstipendiat 1980 och Sven Jerringstipendiat 1980. Därefter arbetade han vid University of Alabama in Birmingham under John W. Kirklin 1980–81. 
Under 1984 genomförde han studier i hjärttransplantationskirurgi vid Stanforduniversitetet under Norman Shumway. Han har utgivit omkring ett hundratal vetenskapliga artiklar och är sedan 1992 verksam som privatpraktiserande läkare i Juoksengi i Tornedalen.

## Riksdagsledamot
Bergdahl var ledamot av Sveriges riksdag för Ny Demokrati under mandatperioden 1991–1994 för Bohusläns valkrets. Han var bland annat ledamot i riksdagens socialförsäkrings- och socialutskott. Han initierade generikareformen och hjälpte till att lotsa den igenom riksdagen. Han fick även med sig en fraktion av Ny demokrati så att vårdnadsbidraget kunde införas.